# Zakrzówek (Radomsko)
Zakrzówek – część miasta Radomska położona w jego południowej części, w rejonie ul. Starych Szeregów. Do 1977 samodzielna miejscowość.

## Historia
Zakrzówek to dawna wieś i kolonia. Do 1954 należał do gminy Radomsk (Noworadomsk) w powiecie radomszczańskim (1867–1922 pn. noworadomski), początkowo w guberni piotrkowskiej, a od 1919 w woj. łódzkim. Tam 2 listopada 1933 wieś i kolonia Zakrzówek utworzyły gromadę o nazwie Zakrzówek w gminie Radomsk.
Podczas II wojny światowej Zakrzówek włączono do Generalnego Gubernatorstwa (dystrykt radomski, Landkreis Radomsko, gmina Radomsko). W 1943 roku liczba mieszkańców wynosiła 461 mieszkańców. Po wojnie w województwie łódzkim, jako jedna z 16 gromad gminy Radomsko w powiecie radomszczańskim.
W związku z reformą znoszącą gminy jesienią 1954 roku, Zakrzówek włączono do nowo utworzonej gromady Zakrzówek, gdzie przetrwał do końca 1972 roku, czyli do kolejnej reformy gminnej.
1 stycznia 1973 wszedł w skład reaktywowanej gminy Radomsko w powiecie radomszczańskim w województwie łódzkim. W latach 1975–1977 należał administracyjnie do województwa piotrkowskiego.
1 lutego 1977 Zakrzówek wyłączono z gminy Radomsko, włączając go do Radomska.